# کیلیچ‌لی (یورغیر)
کیلیچ‌لی (به ترکی استانبولی: Kılıçlı) یک منطقهٔ مسکونی در ترکیه است که در یورغیر واقع شده‌است.